# Bertha av Sulzbach
Bertha av Sulzbach, född på 1110-talet, död 1159, var en bysantinsk kejsarinna, gift med kejsar Manuel I Komnenos.

## Biografi
Bertha sändes till Bysans av sin svåger, Tysklands kejsare, som ett led i en allians med Bysans mot Sicilien. Då hon anlände till Konstantinopel 1143 hade den förra kejsaren dött och Manuel bestigit tronen. Vigseln ägde rum först 1146. Hon fick då namnet Irene. Som en introduktion till hennes nya hemland skrev Johannes Tzetzes sin allegori över Iliaden. 
Manuel I ska ha haft en konstant rad av älskarinnor fram till sin död. Under sitt äktenskap var hans främsta huvudmätress hans egen brorsdotter Theodora.
Bertha beskrevs inte som vacker, ska ha avstått från kosmetika och alla former av förbättringar av sitt utseende och beskrivs istället som dygdig och from. Det rådde en viss misstänksamhet i Bysans mot västerlänningar, och det påpekades att Bertha var rättfram och frispråkig och inte fann sig tillrätta vid det bysantinska hovets intriger. Under en tid när Bysans öppnade upp sig för alltmer kontakt med Västeuropa, var hon till nytta för Manuel vid mottagningen av västerländska gäster, och agerade flera gånger tolk under besök av västerländska kungligheter. Detta var en period när det bysantinska hovet tillägnade sig en hel del västerländska vanor, så som till exempel turneringar, som Manuel I blev förtjust i, och Bertha kunde som västerlänning vant delta i den typen av representation.
År 1147 förbannades hon av Cosmas II Atticus, som stod åtalad för kätteri, och som sade att hon aldrig skulle få någon son. 
Bertha avled 1159. Maken ska ha sörjt henne djupt.   